# Indywidualne Mistrzostwa Polski w Zapasach 1986

## Mistrzostwa Polski w Zapasach1986

### Mężczyźni
- styl wolny

39. Mistrzostwa Polski – x – x 1986, Zabrze
- styl klasyczny

56. Mistrzostwa Polski – x – x 1986, Racibórz

## Medaliści

### Mężczyźni

#### Styl wolny
| Kategoria: | Złoto:                                 | Srebro:                              | Brąz:                              |
| 48 kg      | Marek Janiszewski Budowlani Koszalin   | Stanisław Szostecki Stal Rzeszów     | Adam Sewiłło GKS Tychy             |
| 52 kg      | Stanisław Kaczmarek Slavia Ruda Śląska | Janusz Bożek GKS Tychy               | Piotr Mrochem Slavia Ruda Śląska   |
| 57 kg      | Zygmunt Kołodziej Plon Milicz          | Władysław Stecyk Grunwald Poznań     | Dariusz Grzywiński GKS Tychy       |
| 62 kg      | Marian Skubacz Slavia Ruda Śląska      | Marian Kołodziej Włókniarz Łódź      | Wiesław Tomczak GKS Tychy          |
| 68 kg      | Jan Szymański Slavia Ruda Śląska       | Ryszard Strzałka Slavia Ruda Śląska  | Tadeusz Solecki Stal Rzeszów       |
| 74 kg      | Zbigniew Strzelczyk Gwardia Warszawa   | Krzysztof Wójtowiec Gwardia Warszawa | Eugeniusz Mazur Slavia Ruda Śląska |
| 82 kg      | Andrzej Radomski Budowlani Koszalin    | Włodzimierz Górski GKS Tychy         | Zbigniew Kudła Slavia Ruda Śląska  |
| 90 kg      | Leszek Ciota Gwardia Warszawa          | Jerzy Nieć Stal Rzeszów              | Leszek Patro Stal Rzeszów          |
| 100 kg     | Jan Górski Slavia Ruda Śląska          | Tomasz Busse ŁKS Łódź                | Jerzy Owerczuk Gwardia Warszawa    |
| 130 kg     | Roman Napierała GKS Tychy              | Marcin Ciupek Górnik Zabrze          | Ryszard Długosz Stal Rzeszów       |

#### Styl klasyczny
| Kategoria:   | Złoto:                                           | Srebro:                               | Brąz:                                        |
| 48 kg        | Krzysztof Mudrecki Śląsk Wrocław                 | Andrzej Głąb Cement Gryf Chełm        | Jacek Ślęzak Piotrcovia Piotrków Trybunalski |
| 52 kg        | Stanisław Wróblewski Siła Mysłowice              | Roman Kierpacz GKS Katowice           | Wiesław Kuciński Wisłoka Stomil Dębica       |
| 57 kg        | Marek Czornik Siła Mysłowice                     | Leszek Szachno Śląsk Wrocław          | Jacek Majkowski Legia Warszawa               |
| 62 kg        | Józef Raczek Siła Mysłowice                      | Marek Skarzyński Zagłębie Wałbrzych   | Piotr Michalik Siła Mysłowice                |
| 68 kg        | Eugeniusz Brzóska Siła Mysłowice                 | Stanisław Barej Legia Warszawa        | Mariusz Przygoda GKS Katowice                |
| 74 kg        | Jerzy Kopański GKS Katowice                      | Józef Tracz Śląsk Wrocław             | Andrzej Podstada Siła Mysłowice              |
| 82 kg        | Bogdan Daras Siła Mysłowice                      | Radosław Turkot Legia Warszawa        | Marek Wieczorkiewicz Zagłębie Wałbrzych      |
| 90 kg        | Paweł Grzybicki Piotrcovia Piotrków Trybunalski  | Paweł Rozenbajger Śląsk Wrocław       | Bogdan Merkel Unia Racibórz                  |
| 100 kg       | Marian Łukasik Siła Mysłowice                    | Bogusław Dąbrowski Zagłębie Wałbrzych | Andrzej Wroński Legia Warszawa               |
| ponad 100 kg | Roman Wrocławski Piotrcovia Piotrków Trybunalski | Sławomir Luto Legia Warszawa          | Sławomir Źrobek GKS Katowice                 |